# Krwawnik kichawiec
Krwawnik kichawiec (Achillea ptarmica L.) – gatunek rośliny z rodziny astrowatych. Zasięg obejmuje niemal całą Europę z wyjątkiem jej południowych krańców. Izolowany geograficznie podgatunek występuje na Dalekim Wschodzie. Gatunek jako zawleczony rośnie w Ameryce Północnej, na Islandii i Jawie. W Polsce rozpowszechniony na Pomorzu Zachodnim, ziemi lubuskiej i Dolnym Śląsku, poza tym rozproszony lub rzadki.

## Morfologia

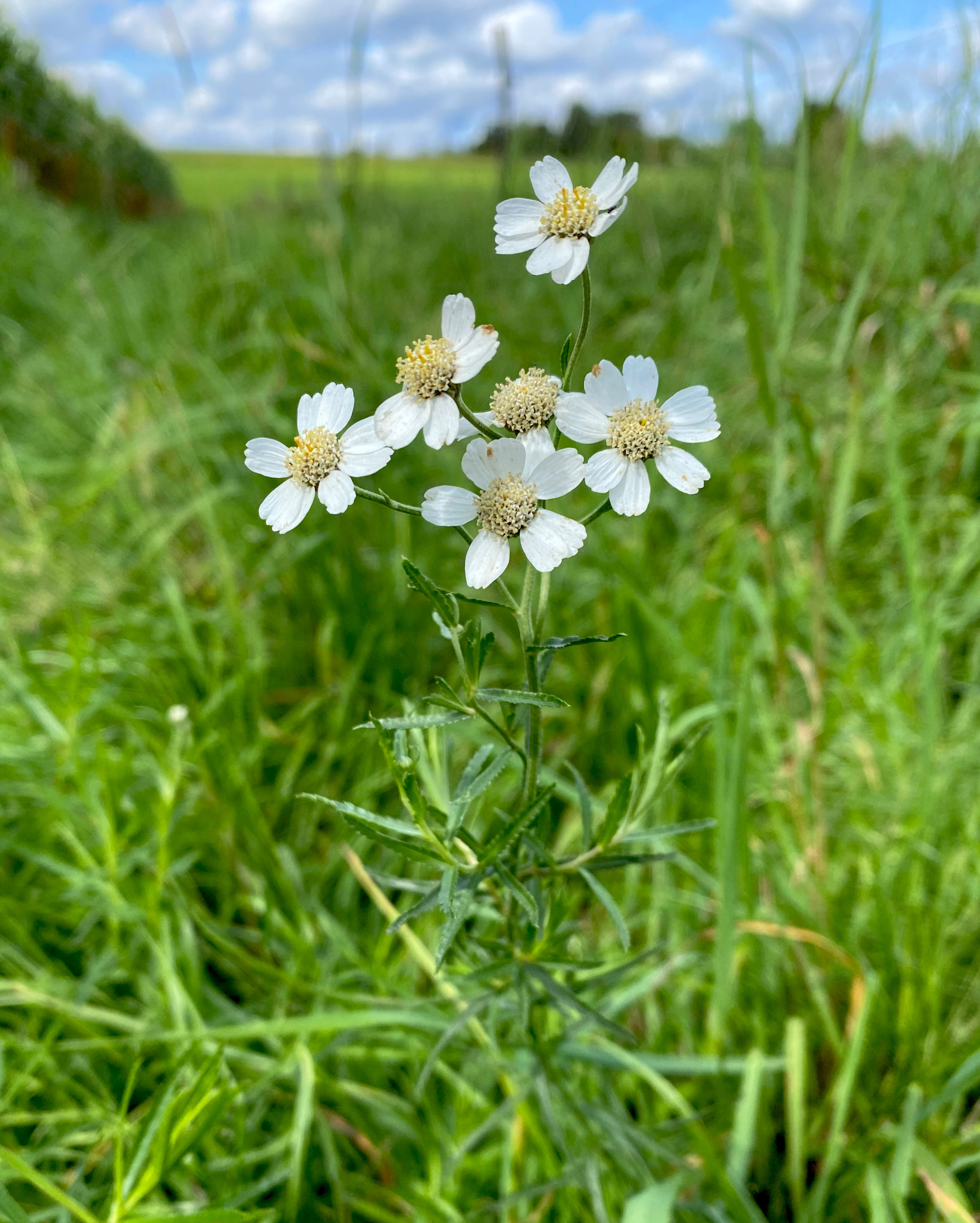
Pokrój

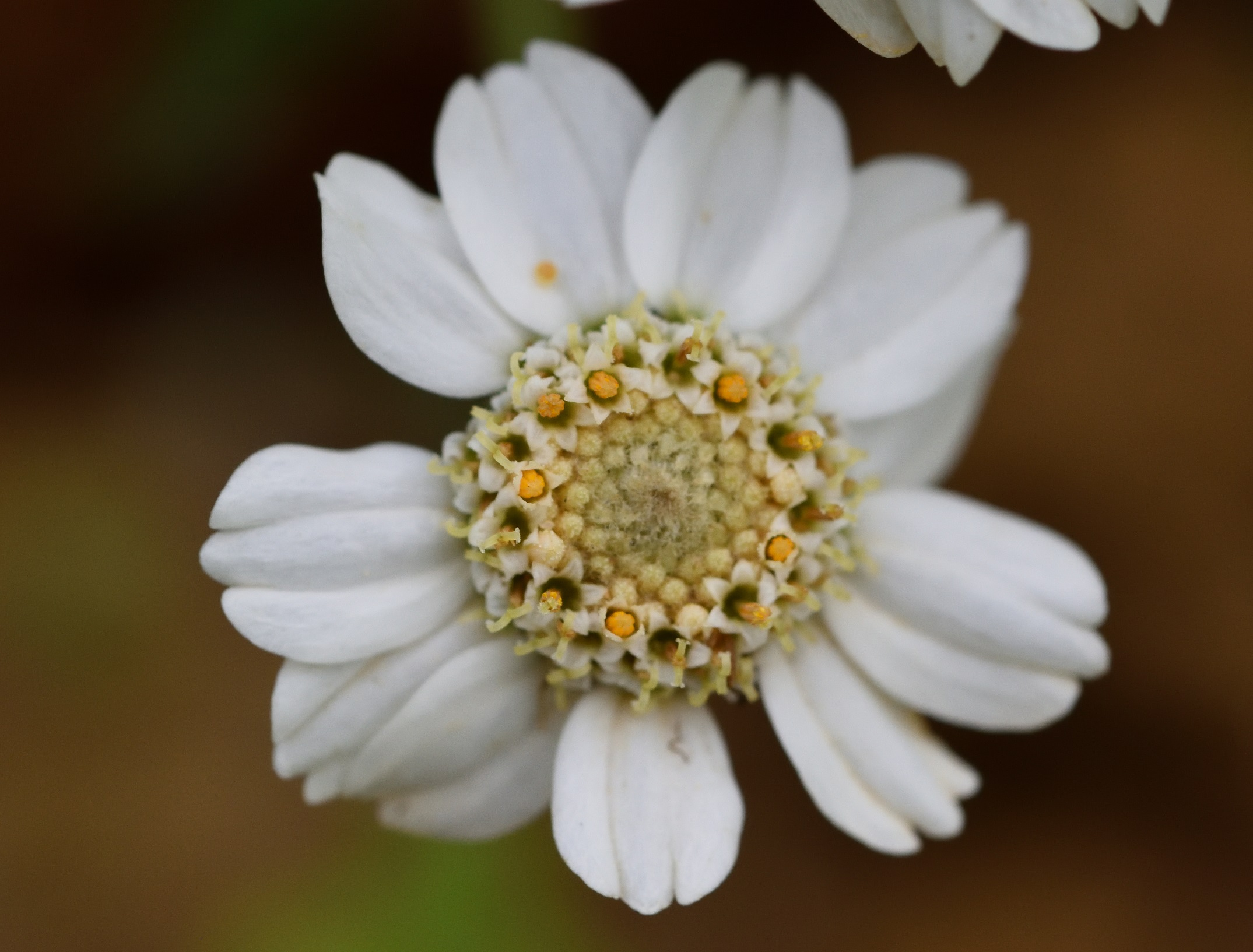
Koszyczek

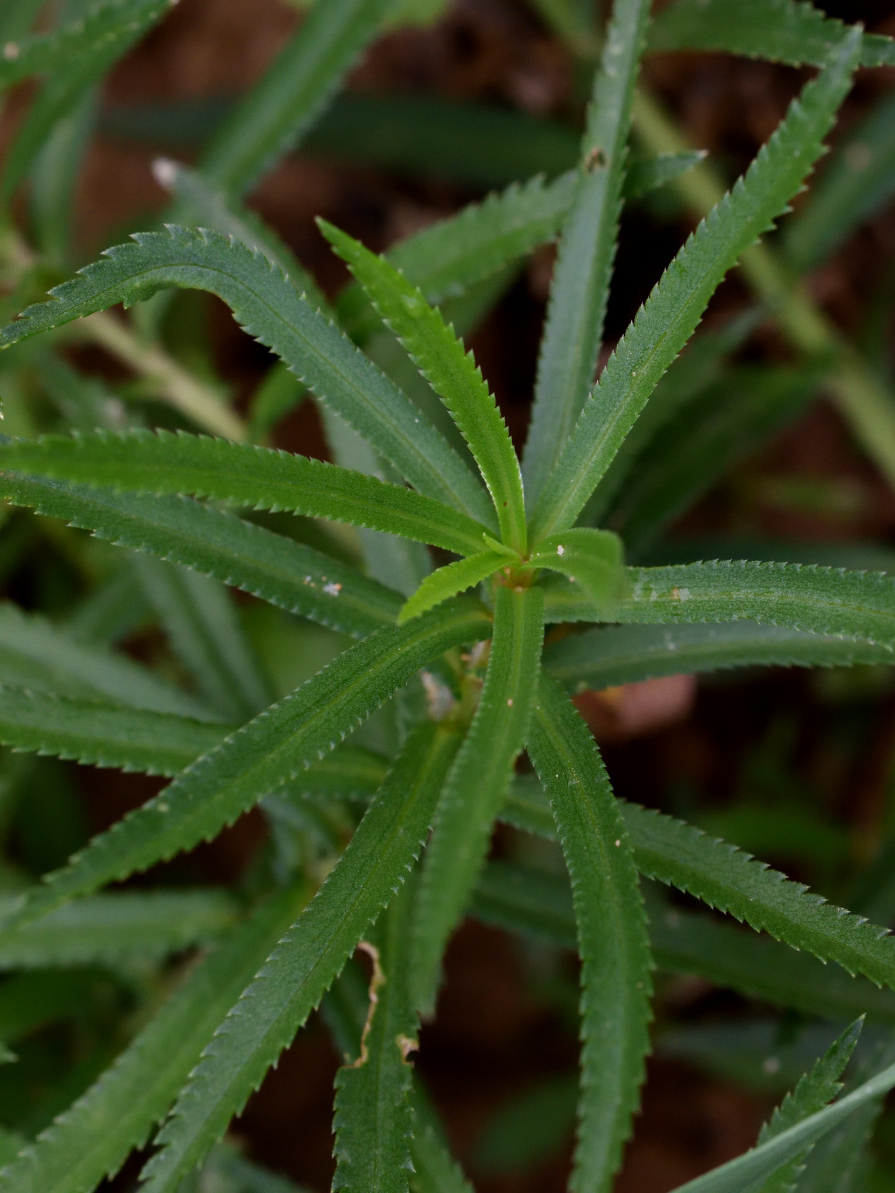
Liście żywozielone, w dole drobno, w górze grubiej podwójnie piłkowane

PokrójRoślina zielna z długim, pełzającym kłączem, z którego wyrastają pojedyncze pędy nadziemne.
ŁodygaOsiąga wysokość od 0,2 do 1 m, rzadziej do 1,5 m, u dołu drewnieje, jest bruzdowana, dołem naga, górą owłosiona.
LiścieRozmieszczone wzdłuż całej łodygi, siedzące. Blaszki są żywozielone, niemal nagie (nieliczne włoski obecne są na wyższych liściach), wąskolancetowate, z zaostrzonymi wierzchołkami. Osiągają do 5 mm (rzadko do 8 mm) szerokości i 8,5 cm długości. Brzeg blaszki jest podwójnie piłkowany, w dolnej połowie drobno, w górnej grubiej. Na liściach brak zagłębionych gruczołków (dołeczkowania).
KwiatyLiczne koszyczki, o średnicy od 12 do 17 mm, zebrane w gęste baldachogrona o średnicy do ok. 7 cm. Kwiaty języczkowate w liczbie od 8 do 13, z języczkami białymi, eliptycznymi lub jajowatymi, długości 4–6 mm. Kwiaty rurkowate brudnobiałe, długości do 2,5 mm, z 5 ostrymi ząbkami. Okrywa koszyczków półkulista, o średnicy do 8 mm i wysokości do 5 mm, o listkach lancetowatych, długości do 4 mm, zielonawych z błoniastą, brązową obwódką. Ułożone są dachówkowato w trzech szeregach. Zewnętrzne listki okrywy o jajowatopodługowatym kształcie są niewiele tylko dłuższe od listków wewnętrznych.
OwoceNiełupki ścieśnione, gąbczasto oskrzydlone, do ok. 2 mm długie i 0,8 mm szerokie.
Gatunki podobneKrwawnik wierzbolistny Achillea salicifolia ma liście szersze (do 1,5 cm), szarozielone, matowe, przylegająco owłosione, przeświecająco punktowane; koszyczki ma mniejsze (do 12 mm średnicy) z mniej licznymi kwiatami języczkowatymi (6–8); zewnętrzne listki okrywy osiągają tylko połowę długości listków wewnętrznych.

## Biologia i ekologia
Bylina, hemikryptofit. Kwitnie od lipca do września. 
Rośnie na mokrych i wilgotnych glebach torfiastych. Występuje na łąkach i w zaroślach, na skrajach lasów i pól, zwykle w pobliżu brzegów wód – jezior, stawów i rowów. W klasyfikacji zbiorowisk roślinnych gatunek charakterystyczny dla O. Molinietalia. 
Liczba chromosomów 2n = 18.

## Zmienność

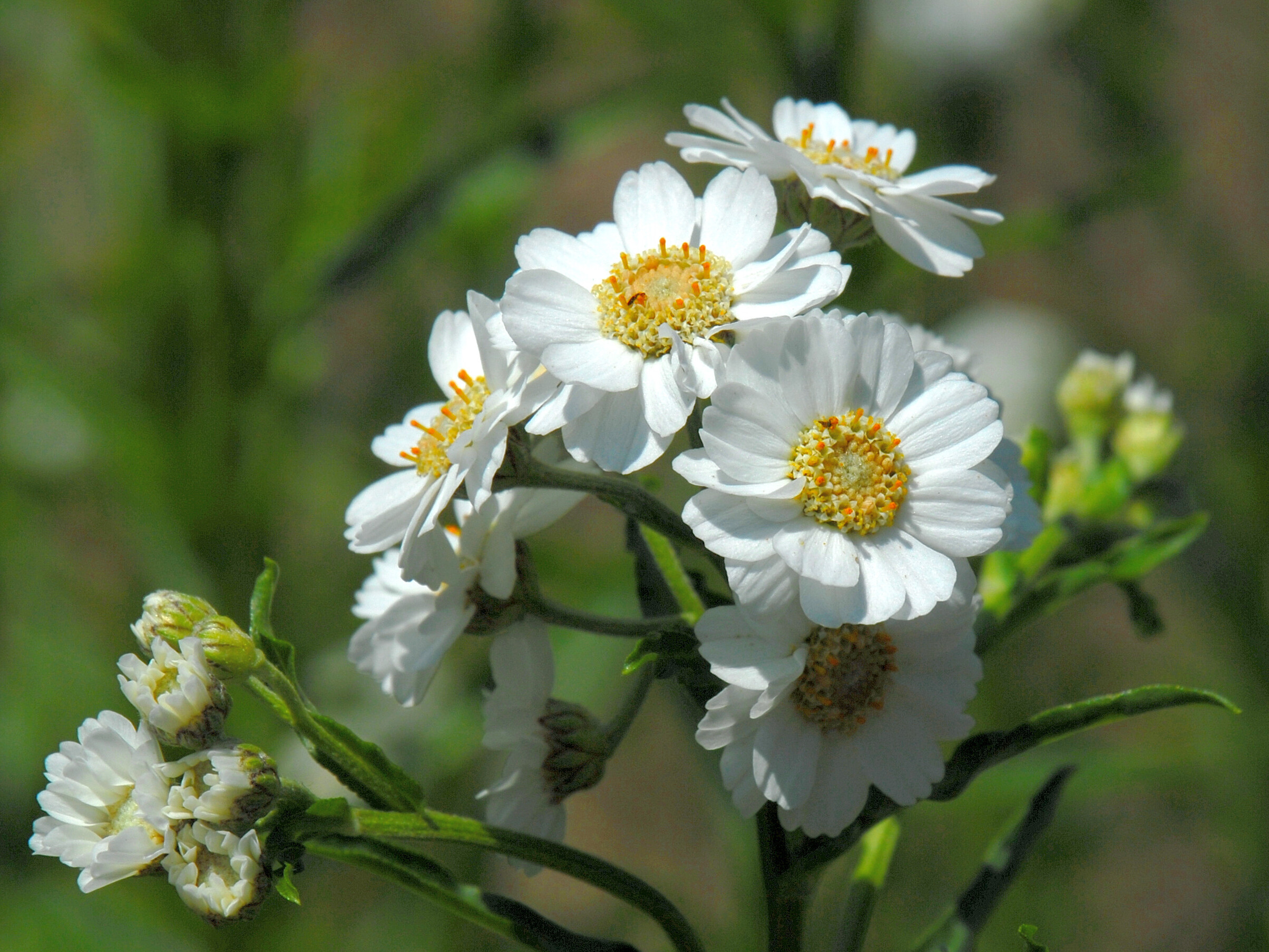
Dalekowschodni podgatunek macrocephala

W obrębie gatunku wyróżnia się dwa podgatunki:
- Achillea ptarmica subsp. ptarmica – podgatunek nominatywny, występujący w Europie
- Achillea ptarmica subsp. macrocephala (Rupr.) Heimerl – występujący na Dalekim Wschodzie (Kamczatka, Sachalin, Japonia)

## Zastosowanie

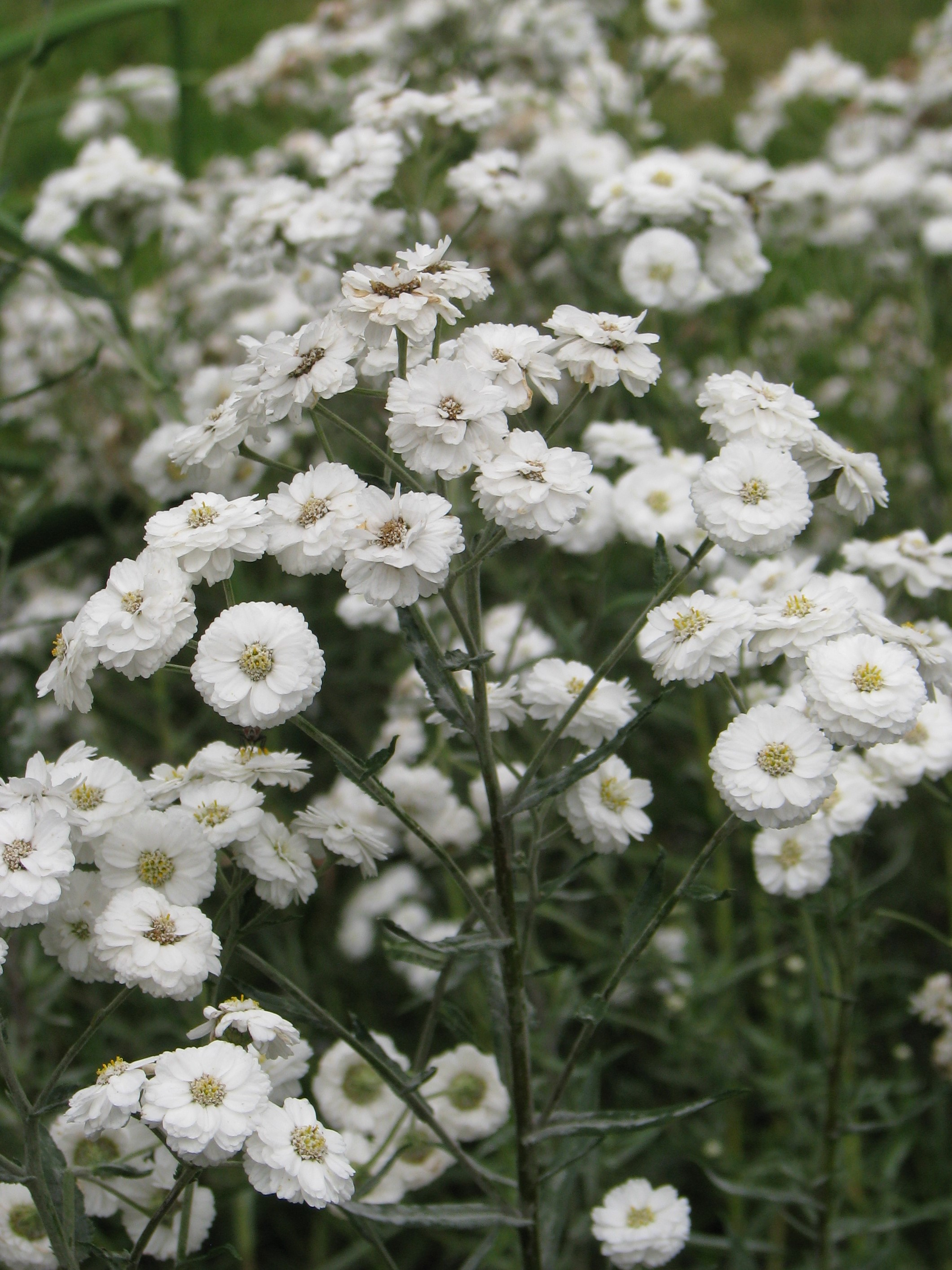
Odmiana 'Ballerina' z półpełnymi kwiatostanami

- Roślina ozdobna. Bywa sadzony na rabatach. Często uprawiana jest odmiana ‘The Pearl’ o pełnych kwiatach.
- Roślina lecznicza. Surowcem zielarskim jest kłącze. Zawiera m.in. prowitaminę A, witaminę C (niewiele), olejek eteryczny, nieco garbników i sole mineralne. Wywar jest specyfikiem wiatropędnym, moczopędnym i słabym przeczyszczającym, a także słabym przeciwbólowym. Jego picie bywa zalecane w chorobach nerek i dróg moczowych, osłabieniu, wyczerpaniu fizycznym oraz psychicznym i dolegliwościach gośćcowych.

## Uprawa
Roślina całkowicie wytrzymała na mróz (strefy mrozoodporności 3-9). Łatwa w uprawie, rośnie na każdej glebie, ale preferuje stanowiska słoneczne i suche. Wytwarza kłącza, za pomocą których szybko się rozrasta. Rozmnaża się przez podział bryły korzeniowej bardzo wczesną wiosną. Po przekwitnięciu należy usuwać kwiatostany. Pędy można zostawić na zimę, ale wiosną należy je silnie przyciąć.